# Raffael Machado
Rafael Machado Neves, mais conhecido como  Raffael Machado (Goiânia, 27 de outubro de 1987) é um cantor, compositor e instrumentista brasileiro. Ficou nacionalmente conhecido após o lançamento do sucesso "Jogando Gelo". No final de 2012 gravou seu primeiro DVD com produção independente com lançamento somente em 2013. Naquele mesmo ano, lançou a música "Vai No Cavalinho", sucesso nacional tocado por vários artistas, classificada em 1º lugar de audiência nas rádios do Brasil. Antes de fazer sucesso  como artista, Raffael cursou até o 4º período de Direito.

## Biografia e carreira artística

### Vida antes da fama
Viveu sua infância na cidade de Jaraguá, cidade próxima à capital. Desde cedo, gostava de cantar com os amigos e era incentivado pelo pai, irmão e todos ao redor, que acreditavam em seu talento. Constantemente, o garoto era chamado para participar de gincanas musicais e serenatas onde mostrava um pouco do que sabia fazer. Resistente e com medo de seguir carreira na área musical, optou por ingressar na faculdade de direito, onde permaneceu até o quarto semestre. Após algum tempo ele percebeu que não era este seu sonho e entendeu que gostava mesmo era da música. A partir de então, resolveu acreditar no seu talento e passou a se dedicar aquilo que gostava. Diante disso utilizou-se de sua fé e buscou coragem para iniciar sua carreira musical.

### Carreira
Durante o carnaval de 2014, Raffael Machado começou a ficar conhecido nacionalmente graças ao sucesso de “Vai no Cavalinho”, tocado nas principais rádios de todo país, destacou-se entre as músicas mais pedida pelos ouvintes. A carreira do cantor ganhou destaque após a participação em vários programas de TV, a saber: Domingo Legal, Melhor do Brasil, Balanço Geral, Programa do Ratinho, Raul Gil, Encontro com Fátima Bernardes e Conexão Repórter  e, neste último, a entrevista com o cantor aconteceu na cidade onde morou por vários anos, berço de seu talento. Antes de “Vai no Cavalinho”, o jovem cantor já vinha ganhando seu espaço no mercado fonográfico e se tornando conhecido com as músicas “Jogando Gelo”, “Mais Que As Estrelas”, “Eu To Pegando A Sua irmã”, “Hayabusa”, “Não Deixe Ele Te Amar”, “Chamada Desconhecida”, e entre outras. Machado fez parte da empresa Rimane Music durante alguns anos, organização essa que fez todo o gerenciamento da carreira artística e impulsionou o cantor aos grandes sucessos e visibilidade nacional em programas de TV, Rádio, Entrevistas em Sites, Jornais e Revistas.

## Influências Musicais
Raffael Machado tem em suas influências musicais, ídolos como Leandro & Leonardo, Zezé Di Camargo & Luciano, Chitãozinho & Xororó, João Paulo & Daniel, entre outros que marcaram épocas e a história da música sertaneja no Brasil. Artistas esses quem o inspira dia a dia, tanto para escolha do repertório, quanto para presença de palco e relação entre os fãs, mídia e postura perante a imprensa. 

## Discografia
- 2015: Conquista (CD)
- 2014: Não Deixa Ele Te Amar (CD)
- 2012: Ao Vivo Em Goiânia (CD / DVD)

### Singles
| Ano  | Título                     | Álbum                 | Videoclipe |
| ---- | -------------------------- | --------------------- | ---------- |
| 2012 | "Som do Batidão"           | Ao Vivo Em Goiânia    | Sim        |
| 2012 | "Quero Te Pegar"           | Ao Vivo Em Goiânia    | Sim        |
| 2012 | "Patricinha"               | Ao Vivo Em Goiânia    | Sim        |
| 2012 | "Jogando Gelo"             | Ao Vivo Em Goiânia    | Sim        |
| 2013 | "Mais Que As Estrelas"     | -                     | Sim        |
| 2013 | "Vai No Cavalinho"         | -                     | Sim        |
| 2014 | "Hayabusa"                 | -                     | Sim        |
| 2014 | "Eu Tô Pegando a Sua Irmã" | -                     | Sim        |
| 2015 | "Não Deixa Ele Te Amar"    | Não Deixa Ele Te Amar | Sim        |
| 2015 | "Chamada Desconhecida"     | Conquista             | Sim        |
| 2015 | "Conquista"                | Conquista             | Sim        |
| 2015 | "Coró Có Có"               | Conquista             | Sim        |